# Ce magnifique gâteau!
Ce magnifique gâteau! é um filme feito em cooperação entre França, Bélgica e Países Baixos do gênero de animação dos diretores, Emma De Swaef e Marc James Roels lançado no ano de 2018.

## Enredo
No anode 1885, a África é um bolo suculento destinado a ser dividido descontroladamente e todo mundo quer um pedaço. Um rei europeu perturbado, um pigmeu trabalhando em um hotel de luxo, um empresário bem-sucedido, mas solitário, um porteiro escravizado, um jovem desertor do exército, um clarinetista fantasmagórico. Alguns se beneficiam do colonialismo e da ganância. Outros sofrem racismo e violência.

## Produção
O filme foi utilizou costuras e bordados em lã para conseguir representar os personagens. A técnica de stop motion também a amplamente utilizada no filme.

## Elenco
Compõem o elenco do filme:
| Ator                 | Personagem            | Notas |
| -------------------- | --------------------- | ----- |
| Jan Declair          | Rei                   | Voz   |
| Bruno Levie          | Georges               | Voz   |
| Paul Huvenne         | Narrador              | Voz   |
| Gastom Motambo       | Ota                   | Voz   |
| Alexander Rolies     | Petit Phillipe        | Voz   |
| Jamal Tahri          | Vizinho zangado       | Voz   |
| Michel Kossi         | Irmão de Ota          | Voz   |
| Wim Willaert         | Van Molle             | Voz   |
| Goua Robert Grovogui | Proteiro              | Voz   |
| Anna Schoonbroodt    | Mãe de Louis          | Voz   |
| Angelo Tijssens      | Louis                 | Voz   |
| Sebastien Dewaele    | Pierre                | Voz   |
| Dirk Rypens          | Homem bêbado no barco | Voz   |

## Estréia
O filme estreou no Festival de Cannes de 2018, realizado na França, em 14 de maio de 2018.

## Recepção da crítica
No agregador de crítica, Rotten Tomatoes, a crítica do filme é favorável com base em 7 críticas especializadas.
Andrea Gronvall, do jornal Chicago Reader, fez crítica favorável ao filme: "uma sensação de desconexão surreal e uma abordagem elíptica para contar histórias distinguem "Ce magnifique gâteau!".
Charles Solomon, do jornal estadunidense Los Angeles Times, anotou sobre o filme que: "Aos 44 minutos, "Ce magnifique gâteau!" pode ser um recurso longo ou curto. De qualquer forma, é um filme intrigante e perturbador, totalmente diferente da animação de estúdio americana."

## Prêmios e indicações
| Ano  | Premiação                                   | Categoria                         | Recipiente                     | Resultado | Ref.   |
| ---- | ------------------------------------------- | --------------------------------- | ------------------------------ | --------- | ------ |
| 2018 | Festival de Cinema de Animação de Annecy    | Melhor diretor                    | Emma De Swaef/Marc James Roels | Venceu    | [ 10 ] |
| 2018 | Festival de Cannes 2018                     | Melhor curta                      | Ce magnifique gâteau!          | Indicado  | [ 11 ] |
| 2018 | Festival Internacional de Cinema de Toronto | Melhor curta internacional        | Ce magnifique gâteau!          | Venceu    | [ 12 ] |
| 2020 | César                                       | Melhor curta-metragem de animação | Ce magnifique gâteau!          | Indicado  | [ 13 ] |